# Regionalkonferenz (Schweiz)
Die Regionalkonferenz ist ein Begriff, welcher in der Schweiz für die Konferenzen der einzelnen Kantone und auch für die überregionale Zusammenarbeit von Gemeinden verwendet wird.
Der ausgeprägte Föderalismus der Schweiz zwingt die Kantone, sich zu einer Interessengemeinschaft (IG) zusammenzuschliessen, um die Interessen gegenüber dem Bund besser vertreten zu können und mehr politisches Gewicht zu erhalten. Die Grundlage für diese Konferenzen können formell im engeren Sinne oder formell im weiteren Sinne entstanden sein. Formell im engeren Sinne sind solche Konferenzen, in denen ein interkantonales Konkordat als Basis für die Zusammenarbeit besteht, um ein Interesse durchzusetzen.
Im Gegensatz dazu sind im Kanton Bern die Regionalkonferenzen öffentlich-rechtliche Zusammenschlüsse von Gemeinden in den Grenzen der Verwaltungskreise. Sie nehmen Aufgaben im Bereich der regionalen Kultur-, Verkehrs- und Raumplanungspolitik wahr. Dadurch soll die regionale Zusammenarbeit gestärkt und eine regionale Planung ermöglicht werden.

## Ursprung
Schon vor der 1993 gegründeten Konferenz der Kantonsregierungen (KdK), die sämtliche Kantone der Schweiz umfasst, waren auf regionaler Ebene mehrere Konferenzen von Kantonsregierungen entstanden. Als Ergänzung zu den Direktorenkonferenzen, die die Zusammenarbeit in spezifischen Ressorts verbessern wollen, bezwecken diese die regionale Zusammenarbeit und Information bei allgemeinen kantonübergreifenden Problemen im Sinne eines „kooperativen Föderalismus“. Je nach (wirtschafts-)geografischer Situation kann ein Kanton mehreren regionalen Konferenzen angehören. Der Kanton Zürich gehört keiner regionalen Regierungskonferenz an, ist aber assoziiertes Mitglied der Zentralschweizer, der Ostschweizer und der Nordwestschweizer Regierungskonferenz.
In der Organisation gleichen sich die regionalen Regierungskonferenzen: Der Vorsitz wechselt (in der Regel alle zwei Jahre), jeder Kanton hat eine Stimme, Einstimmigkeit der Beschlüsse ist erforderlich, ständige oder Ad-hoc-Ausschüsse sind vorgesehen.
In der Anfangszeit wechselte das Sekretariat jeweils mit dem Vorsitz; die Entwicklung geht jedoch in die Richtung, dass ständige Sekretariate eingeführt werden. Dies ist momentan bei der ZRK und bei der NWRK der Fall, ab 2007 voraussichtlich auch bei der CGSO. Die ständigen Sekretariate bedeuten einen Zuwachs an Professionalisierung (die ZRK hat bereits eine eigene informative Website). In diesen Zusammenhang gehört auch die Festlegung eines Betreuerarchivs.

## Regierungskonferenzen

### Zentralschweizer Regierungskonferenz ZRK
| Gründung       | 1966 als Innerschweizer Regierungskonferenz, Statut vom 3. Mai 1973 |
| Mitglieder     | LU, UR, SZ, OW, NW, ZG (seit 2001 ZH als assoziiertes Mitglied)     |
| Sekretariat    | bis 1979 bei der Staatskanzlei LU, seither bei der Staatskanzlei NW |
| Website        | www.zrk.ch                                                          |
| Betreuerarchiv | Staatsarchiv LU                                                     |

### Nordwestschweizer Regierungskonferenz NWRK
| Gründung       | 1971, Vereinbarung vom 21. Januar 1972                     |
| Mitglieder     | SO, BS, BL, AG, JU (BE und ZH sind assoziierte Mitglieder) |
| Sekretariat    | Gemäß Art. 9 der Vereinbarung bei der Landeskanzlei BL     |
| Website        | www.nwrk.ch                                                |
| Betreuerarchiv | Staatsarchiv BL                                            |

### Konferenz der Westschweizer Kantonsregierungen WRK/CGSO
| Gründung       | 1993 |
| Mitglieder     | GE, VD, NE, BE, FR, VS, JU |
| Sekretariat    | bis 2005 wechselnd (von 2003 bis 2005 beim Département de l'économie, de l'emploi et des affaires extérieures (DEEE) des Kantons GE), ab Februar 2006 ständiges Sekretariat, angegliedert beim Finanzdepartement FR |
| Website        | www.cgso.ch |
| Betreuerarchiv | Staatsarchiv FR |

### Regierungskonferenz der Gebirgskantone RKGK
| Gründung       | 1981, die gültigen Statuten datieren vom September 2011              |
| Mitglieder     | UR, NW, OW, GL, GR, TI, VS                                           |
| Sekretariat    | Selbständiges Sekretariat in Chur (ausserhalb der Kantonsverwaltung) |
| Website        | www.gebirgskantone.ch                                                |
| Betreuerarchiv | Staatsarchiv VS                                                      |

### Ostschweizer Regierungskonferenz ORK
| Gründung       | 1964, Organisationsstatut vom 24. Januar 1996                          |
| Mitglieder     | GL, SH, AR, AI, SG, GR, TG ZG (seit 2001 ZH als assoziiertes Mitglied) |
| Sekretariat    | Staatskanzlei SG                                                       |
| Website        | www.ork-ostschweiz.ch                                                  |
| Betreuerarchiv | Staatsarchiv SG                                                        |